# Хиус (планетолёт)

Иллюстрация в книге

Хиус — фотонный планетолёт, вымышленный космический корабль, часто встречающийся в фантастических произведениях из цикла «Мир Полудня» советских писателей Аркадия и Бориса Стругацких.
Впервые появляется в романе «Страна багровых туч».

## Конструктивные особенности планетолётов класса «Хиус»
- Главная двигательная установка основана на комбинированном использовании технологий ядерного фотонно-ракетного привода;[К 1]
- Необходимый компонент привода — двуслойный параболический «абсолютный отражатель» (вещество, в котором несколько внешних электронов заменены на мюоны), в фокусе которого происходит реакция распада горючего в излучение, создавая таким образом реактивную тягу;[К 2]
- Пять вспомогательных атомно-импульсных ракет.[К 3]

Обращает на себя внимание отсутствие в описанной Стругацкими конструкции «Хиуса» привычной уже нам автоматики.

## Интересные факты
- Согласно расчётам нижегородского стругацковеда Сергея Лифанова, полёт «Хиуса» к Венере должен был происходить с июня по сентябрь 1991 года[4].
- По сюжету, «абсолютный отражатель», использованный в конструкции фотонного двигателя, был создан в Новосибирске. Упоминание о Новосибирске выглядит как ссылка на Институт ядерной физики СО РАН, однако Б. Стругацкий утверждал, что они тогда ничего не знали о планах создания этого института, но понимали, что «наука наша обязательно будет „прирастать Сибирью“»[5].
- Достоверно зарегистрированная максимальная скорость достигла 0,957 от скорости абсолютной. На этой скорости при легенных ускорениях впервые была осуществлена сигма-деритринитация (прокол пространственно-временного континуума).
- Для освоения планет с бурными атмосферами планетолёт имеет пятикратный запас надёжности.
- После успешного покорения Венеры «Хиусом-2» планетолёты класса «Хиус» создавались в массовом порядке для освоения Солнечной системы вплоть до открытия Д-принципа.
- Конструкция планетолётов изменялась незначительно. Из сто́ящих внимания модификаций упоминались лишь возросшее число слоёв «абсолютного отражателя».
- Название космического корабля происходит от сибирского диалектного слова «хиус» («хивус»), об этом говорится в тексте книги[К 4] и независимых источниках[6].
- Отсылка к Стругацким содержится в цикле «Ордусь», изданного под псевдонимом Хольм ван Зайчик. Там «Хиус» (и другие названия космических кораблей из книг Стругацких) — марки выпускаемых в Ордуси автомобилей[7]. Вячеслав Рыбаков, один из соавторов Ордуси, вспоминает своё детское письмо братьям Стругацким, сохранившееся у Бориса Натановича до мая 1975 года, когда Рыбаков встретился с ним уже как автор романа «Дёрни за верёвочку». В конце этого письма был нарисована фотонная ракета Хиус[8].

### Комментарии
1. ↑  
Фотонно-ракетный привод превращает горючее в кванты электромагнитного излучения и таким образом осуществляет максимально возможную для ракетных двигателей скорость выталкивания, равную скорости света.
Источником энергии фотонно-ракетного привода могут служить либо термоядерные процессы (частичное превращение горючего в излучение), либо процессы аннигиляции антивещества (полное превращение горючего в излучение).
2. ↑  
«Создано идеальное зеркало, — сказал Дауге, — „абсолютный отражатель“. Субстанция, отражающая все виды лучистой энергии любой интенсивности и все виды элементарных частиц с энергиями до ста — ста пятидесяти миллионов электронвольт. Кроме нейтрино, кажется. Волшебная субстанция. Её теорию разработал институт в Новосибирске. Правда, они не думали о фотонной ракете. Они исследовали возможности идеальной защиты от проникающего излучения ядерного реактора.»

Создание «абсолютного отражателя» было первым реальным достижением новой, почти фантастической науки — мезоатомной химии, химии искусственных атомов, электронные оболочки в которых заменены мезонными.

«Хиус» — комбинированный планетолёт: пять обычных атомно-импульсных ракет несут параболическое зеркало из «абсолютного отражателя». В фокус зеркала с определённой частотой впрыскиваются порции водородно-тритиевой плазмы.
3. ↑  
Назначение атомных ракет двоякое: во-первых, они дают «Хиусу» возможность стартовать и финишировать на Земле. Фотонный реактор для этого не годился — он заражал бы атмосферу, как одновременный взрыв десятков водородных бомб. Во-вторых, реакторы ракет питают мощные электромагниты, в поле которых происходит торможение плазмы и возникает термоядерный синтез. Очень просто и остроумно: пять ракет и зеркало.
4. ↑  
А вот «хиус», по-сибирски — зимний ветер, северяк. Проект фотонной ракеты разрабатывали инженеры-сибиряки, и они предложили это слово как кодовое название. Потом это название перешло и на ракету.